# SN 2012av
SN 2012av – supernowa typu II, odkryta 16 marca 2012 roku w galaktyce UGC10026. W momencie odkrycia, miała maksymalną jasność 17,5m.